# Kiunga
Kiunga is een geslacht van straalvinnige vissen uit de familie van de blauwogen (Pseudomugilidae).

## Soorten
- Kiunga ballochi Allen, 1983
- Kiunga bleheri Allen, 2004